# Tomaž nad Vojnikom
Tomaž nad Vojnikom – wieś w Słowenii, w gminie Vojnik. W 2018 roku liczyła 76 mieszkańców.